# Benedykt Dybowski
Benedykt Dybowski (Adamaryni, Grodno, 12 de maio de 1833 — 31 de janeiro  foi um naturalista especialista em aranhas e médico polonês. Atuou como professor na Universidade de Varsóvia no período de (1862-1864). Participou da Revolta de Janeiro insurreição polonesa contra a Rússia tsarista em 1863, foi preso e condenado a um campo de trabalhos forçados na Sibéria, aonde ficou 13 anos.
Esteve ativo como cientista até a idade de 97 anos, quando faleceu. Foi sepultado no Cemitério Lychakiv.

## Trabalhos publicados
- Dybowski, B.N. 1862: Versuch einer Monographie der Cyprinoiden Livlands nebst einer synoptischen Aufzählung der europäischen Arten dieser Familie. Dorpat: Archiv für die Naturkunde Liv-, Ehst- und Kurlands, zweiter Serie.
- Dybowski, B.N. 1869: Vorläufige Mittheilungen über die Fischfauna des Ononflusses und des Ingoda in Transbaikalien. Verhandlungen der k.-k. zoologisch-botanischen Gesellschaft. Wien, 19: 945-958.
- Dybowski, B. 1870: Beitrag zur Kenntniss der Wassermolche Sibiriens. Verhandlungen der k.-k. zoologisch-botanischen Gesellschaft. Wien, 20: 237-242.
- Dybowski, B. 1872: Zur Kenntniss der Fischfauna des Amurgebietes. Verhandlungen der k.-k. zoologisch-botanischen Gesellschaft. Wien, 22: 209-222.
- Dybowski, B. 1874: Die Fische des Baical-Wassersystemes. Verhandlungen der k.-k. zoologisch-botanischen Gesellschaft. Wien, 24: 383-394.
- Dybowsky, B.N. 1874: Beiträge zur näheren Kenntniss der in dem Baikal-See vorkommenden niederen Krebse aus der Gruppe der Gammariden. St. Petersburg: Russischen Entomologischen Gesellschaft.